# Patrick Culliton
Patrick „Pat“ Kevin Culliton (* 18. September 1944 in Los Angeles, Kalifornien) ist ein US-amerikanischer Schauspieler. Er wurde bekannt aufgrund seiner künstlerischen Tätigkeiten um Harry Houdini.

## Leben
Culliton wurde am 18. September 1944 in Los Angeles geboren. Ein Onkel von ihm war der britische Schauspieler Wallace Ford. Ein weiterer Onkel war der Szenenbildner Ted Haworth. Außerdem ist er mit der Schauspielerin und Tänzerin Rita Hayworth verwandt. Er ist Absolvent der Hollywood High School. Von November 1968 bis September 1969 diente er im Vietnamkrieg bei der 9. Infanteriedivision im Mekongdelta. Im Januar 1969 wurde er im Mekongdelta angeschossen. Für seinen dortigen Militärdienst wurde er mit dem Bronze Star und dem Purple Heart ausgezeichnet.
In erster Ehe war er mit Tracey Williams verheiratet. Die beiden haben ein gemeinsames Kind. Von 3. Februar 1974 bis Oktober 1977 war er in zweiter Ehe mit Geraldine Arthur verheiratet. Zwei Jahre später, am 25. Dezember 1979, heiratete er Kim Yvonne Tucker. Die Ehe wurde am 16. November 1984 geschieden.

## Karriere
Vor seinem Militäreinsatz im Vietnamkrieg wirkte er ab Mitte der 1960er Jahre als Darsteller in verschiedenen Fernsehserien mit. Vor allem in den Fernsehserien Die Seaview – In geheimer Mission und Time Tunnel wirkte er in mehreren Episoden in verschiedenen Rollen mit. Als großer Harry Houdini Fan von spielte er 1976 im Fernsehfilm Der große Houdini mit. Unter anderem besitzt er seit seiner Kindheit einen Koffer, der einst Houdini gehörte. 1978 war er im Tierhorrorfilm Der tödliche Schwarm in der Rolle des Sheriff Morrison zu sehen. 1979 wirkte er im Film Jagd auf die Poseidon in der Rolle des Doyle mit. Wiederkehrende Rollen erhielt er unter anderen in den Fernsehserien Simon & Simon und Wildside. Von 1986 bis 1987 stellte er in insgesamt zehn Episoden der Fernsehserie Der Mann vom anderen Stern die Rolle des FSA-Agenten Wiley dar. Ab den späten 1980er Jahren war er in mehreren Produktion als Schauspieler neben David Carradine unter anderen in Future Force, Los Angeles Cop, Future Zone oder Kung Fu – Im Zeichen des Drachen.

## Filmografie (Auswahl)
- 1964–1968: Die Seaview – In geheimer Mission (Voyage to the Bottom of the Sea, Fernsehserie, 12 Episoden, verschiedene Rollen)
- 1965: Big Valley (The Big Valley, Fernsehserie, Episode 1x15)
- 1966–1967: Time Tunnel (The Time Tunnel, Fernsehserie, 4 Episoden, verschiedene Rollen)
- 1968: The Man from the 25th Century (Fernsehkurzfilm)
- 1969–1970: Planet der Giganten (Land of the Giants, Fernsehserie, 2 Episoden, verschiedene Rollen)
- 1971: Betrogen (The Beguiled)
- 1972–1975: Cannon (Fernsehserie, 8 Episoden, verschiedene Rollen)
- 1973: The Bold Ones: The New Doctors (Fernsehserie, Episode 4x13)
- 1973–1978: Barnaby Jones (Fernsehserie, 6 Episoden, verschiedene Rollen)
- 1974: Manhunter (Fernsehfilm)
- 1974: Anwalt gegen das Gericht (The Law, Fernsehfilm)
- 1974: Flammendes Inferno (The Towering Inferno)
- 1975: Das Geheimnis der Queen Anne (Adventures of the Queen, Fernsehfilm)
- 1975: Ein Sheriff in New York (McCloud, Fernsehserie, Episode 5x08)
- 1975: Die Schweizer Familie Robinson (Swiss Family Robinson, Fernsehserie, Episode 1x12)
- 1975–1976: Baretta (Fernsehserie, 2 Episoden, verschiedene Rollen)
- 1976: Reich und Arm (Miniserie)
- 1976: Columbo (Fernsehserie, Episode 5x05)
- 1976: Time Travelers (Fernsehfilm)
- 1976: Der große Houdini (The Great Houdini, Fernsehfilm)
- 1976: Most Wanted (Fernsehserie, Episode 1x02)
- 1977: Horizont in Flammen (Fire!, Fernsehfilm)
- 1977: Der vergessene Kennedy (Young Joe, the Forgotten Kennedy, Fernsehfilm)
- 1978: Lucan (Fernsehserie, Episode 1x07)
- 1978: The Runaways (Fernsehserie, Episode 1x02)
- 1978: Der tödliche Schwarm (The Swarm, Fernsehfilm)
- 1979: Detektiv Rockford – Anruf genügt (The Rockford Files, Fernsehserie, Episode 5x20)
- 1979: Ike (Miniserie, Episode 1x01)
- 1979: Jagd auf die Poseidon (Beyond the Poseidon Adventure)
- 1979: A Man Called Sloane (Fernsehserie, Episode 1x03)
- 1979: Schauplatz New York (Eischied, Fernsehserie, Episode 1x03)
- 1980: General Hospital (Fernsehserie, Episode 1x4400)
- 1982: Die unglaubliche Reise in einem verrückten Raumschiff (Airplane II: The Sequel)
- 1983: Simon & Simon (Fernsehserie, 2 Episoden)
- 1983: The Horse Dealer’s Daughter (Kurzfilm)
- 1985: Wildside (Fernsehserie, 2 Episoden)
- 1985: Alice im Wunderland (Alice in Wonderland, Fernsehserie, Episode 1x02)
- 1986: Schrei nach Gerechtigkeit (Outrage!, Fernsehfilm)
- 1986: Convicted – Unschuldig schuldig (Convicted, Fernsehfilm)
- 1986: Die Vergelter (Armed Response)
- 1986–1987: Der Mann vom anderen Stern (Starman, Fernsehserie, 10 Episoden)
- 1987: Divorce Court (Fernsehserie, 1 Episode)
- 1987: Superior Court (Fernsehserie, Episode 1x29)
- 1987: The Judge (Fernsehserie, Episode 2x01)
- 1989: Future Force
- 1989: Los Angeles Cop (Night Children)
- 1990: Future Zone
- 1990: In der Hitze der Nacht (In the Heat of the Night, Fernsehserie, Episode 4x02)
- 1991: Feuersturm im Wolkenkratzer (Fire: Trapped on the 37th Floor, Fernsehfilm)
- 1991: Die Super-Gang (Bad Attitudes, Fernsehfilm)
- 1991: Danger Team (Fernsehfilm)
- 1992: Alptraum ohne Erwachen (Nightmare in the Daylight, Fernsehfilm)
- 1993: Zum Töten freigegeben (Marked for Murder, Fernsehfilm)
- 1993: Golden Palace (The Golden Palace, Fernsehserie, Episode 1x21)
- 1993–1996: Kung Fu – Im Zeichen des Drachen (Kung Fu: The Legend Continues, Fernsehserie, 3 Episoden, verschiedene Rollen)